# Dziewczęta z Nowolipek (film 1937)
Dziewczęta z Nowolipek – polski czarno-biały film obyczajowy z 1937 w reżyserii Józefa Lejtesa, będący adaptacją powieści Poli Gojawiczyńskiej o tym samym tytule. Treścią filmu są losy czterech dziewcząt u progu dorosłości, mieszkających w biednej warszawskiej dzielnicy. Bronka (Elżbieta Barszczewska), Franka (Jadwiga Andrzejewska), Amelka (Tamara Wiszniewska) i Kwiryna (Anna Jaraczówna) snują młodzieńcze marzenia, które niebawem skonfrontowane są z szarą i brutalną rzeczywistością.
Film Dziewczęta z Nowolipek odniósł sukces kasowy i otrzymał też pozytywne recenzje krytyków. Sprawnie zrealizowany scenariusz, trafnie zarysowany obraz psychologiczny bohaterek i obyczajowa wiarygodność ówczesnego środowiska drobnomieszczańskiego sprawiły, że określano je jako film na wysokim poziomie artystycznym. Józef Lejtes zyskał miano czołowego reżysera lat 30. XX wieku w Polsce. 
Powstały także późniejsze adaptacje powieści Dziewczęta z Nowolipek: 4-częściowy spektakl teatralny w reż. Stanisława Wohla z 1970 zrealizowany dla Teatru Telewizji i film fabularny z 1985 roku wyreżyserowany przez Barbarę Sass.

## Fabuła
Cztery przyjaciółki – Bronka, Franka, Amelka i Kwiryna, mieszkają w biednej warszawskiej dzielnicy, w kamienicy przy ul. Nowolipki. W drodze do szkoły zaczepia je ojciec Bronki, stolarz Mossakowski, który spędził kolejną noc na piciu alkoholu. Nakazuje córce udanie się do klienta, dyrektora Różyckiego, aby odebrała od niego pieniądze. Dziewczyna jest zachwycona eleganckim domem, natomiast mężczyźnie przypada do gustu uroda Bronki. Po uregulowaniu należności cztery uczennice idą do Ogrodu Saskiego. Siadają na ławce obok mężczyzny, pochłoniętego lekturą „Wędrownych ptaków”. Nieznajomy okazuje się publicystą. Spostrzegłszy zaintrygowane nim dziewczęta, „przypadkowo” upuszcza swoją wizytówkę i odchodzi. Bronka, Amelka i Kwiryna przekonują Frankę, początkującą poetkę, że to dla niej życiowa szansa. Tymczasem dziewczęta przejęte są przyjazdem do kamienicy bogatej i eleganckiej Mańki, córki dozorczyni Prymasiakowej. Dorośli jednak przestrzegają pociechy przed zgubnym wpływem artystki. Tego samego dnia umierający Mossakowski zostaje przyniesiony do domu. W ostatnich słowach prosi syna Mietka, aby dbał o rodzinę.
W obliczu śmierci głowy rodziny dzieci Mossakowskiego poszukują pracy. Bronka śledzi ogłoszenia, natomiast Mietek, dzięki protekcji Różyckiego, jest bliski uzyskania posady w urzędzie. Pani Raczyńska zwraca uwagę matce Bronki, że częste wizyty dojrzałego wiekiem dyrektora w warsztacie stolarskim są związane z zauroczeniem Bronką. Nieprzychylnie patrzy na taką relację, z drugiej strony jest zachwycona, gdy córka Amelka przychodzi do kamienicy ze swoim adoratorem, panem Michałowskim. Dając posłuch radom znajomej, matka upomina Bronkę: „Nic od ludzi za darmo nie dostaniesz. Za wszystko trzeba płacić, każdy czegoś zażąda”. Niebawem w życiu Mossakówny pojawia się jej dobry znajomy, kolega szkolny Mietka – Ignaś Pędzicki, który wyjechawszy pod pozorem studiów we Francji, tak naprawdę zajmował się „robotą polityczną”.
Franka spotyka się z publicystą i czyta mu swój wiersz „Okna”. Bez ostrzeżenia mężczyzna całuje ją, zaskakując tym dziewczynę. Dziennikarz obiecuje, że jeśli będzie grzeczna i posłuszna, postara się o publikację jej twórczości w prasie. Franka ucieka. Podczas majówki radosna młodzież, w rytm muzyki granej przez zespół Mietka, jedzie za miasto. Zakochani – Bronka i Ignaś oraz Amelka i Michałowski, mają się ku sobie. Powróciwszy do miasta, wszyscy poznają tragiczną wiadomość. Rodzice Kwiryny, właściciele sklepu, zostali zamordowani. Zaradna dziewczyna postanawia przejąć inny sklep, rezygnując z obiektu splamionego krwią. Niedługo później Franka udaje się do biura publicysty. Przyjaciółki są zachwycone wydrukowaniem jej wiersza w gazecie, ale młoda poetka wygląda na przygnębioną, po czym wybucha płaczem. 
Po wybuchu I wojny światowej Ignaś postanawia przedostać się do Krakowa, aby walczyć w Legionach. Żegna się z Bronką i przestrzega ją, że jeśli zdradzi ich miłość, nie będzie chciał jej znać. Także pan Michałowski otrzymał wezwanie do wojska. Amelka wyznaje mu, że jest w ciąży i proponuje ślub. Mężczyzna wycofuje się ze związku. Wojenna zawierucha dotyka również rodzinę Mossakowskich, którzy wyjeżdżają do Rosji. W Warszawie pozostaje tylko Bronka, zatrudniona w biurze. Zakład pracy dziewczyny wizytuje Różycki, spotyka ją i zaczyna rozmowę, co wzbudza ciche komentarze wśród innych pracowników. W prywatnej rozmowie dyrektor mówi, że powinna pracować na lepszym stanowisku, dlatego proponuje jej posadę osobistej sekretarki. Mossakówna odpowiada, że ma już ukochanego. 
Przyjaciółki spotykają się w mieszkaniu chorej Franki. Dziewczyna mówi, że lepsze życie, o którym marzyły, okradło je już na samym początku. Kwiryna i Amelka czytają listy z frontu. Chłopak pierwszej z nich dostał się do niewoli, natomiast Michałowski wspomina najlepsze chwile z Amelką, na co ta reaguje ironicznie. Bronka wystarała się o zaproponowaną wcześniej posadę przez Różyckiego dla Franki. Dyrektor był niepocieszony, wiedząc że jego miłość jest nieodwzajemniona. Tymczasem młoda poetka została zawieziona do szpitala ze względu na zarażenie się tyfusem. Bronka dostaje list od rodziny, która narzeka na coraz gorsze warunki bytowe w Rosji. Tęskni za Ignasiem, niepiszącym od dłuższego już czasu. Oddaje się Różyckiemu, ale jest dla niego chłodna i igra z jego uczuciami. 
Franka opuszcza szpital, po czym udaje się do domu profesora, u którego jako praczka pracowała jej zmarła matka. Oddaje pożyczoną książkę i przystaje na propozycję uczonego, którego rodzina chwilowo pozostawała na wsi, aby pozostała u niego do czasu nabrania sił, w zamian miała opiekować się domem. Wkrótce Ignaś wraca do Warszawy i poszukuje Bronki w kamienicy. Raczyńska mówi mu, że dziewczyna zeszła na złą drogę. W czasie defilady żołnierz nie spogląda ani razu na Bronkę, patrzącą na niego z tłumu wiwatujących. Franka czyta list od rodziny profesora. Jego żona sugerowała, że dziewczyna nie może u nich pozostać z powodu braku kwalifikacji, ale poszuka dla niej zajęcia wśród znajomych. Po powrocie mężczyzny z pracy Franka chce pocałować go, lecz ten opamiętuje się. W sąsiednim pokoju obejmuje ją jak dziecko i troskliwie przemawia. Dziewczyna zasypia, a z jej ręki wypada buteleczka z trucizną. Jej koleżanka Amelka wychodzi za mąż za starego aptekarza, upatrzonego dla niej przez matkę, a Kwiryna i jej chłopak podjęli decyzję, aby pobrać się w maju.
W ostatniej scenie filmu cztery nowe uczennice udają się do szkoły.

## Obsada
Zestawienie zostało przygotowane na podstawie źródła:
- Elżbieta Barszczewska – Bronka Mossakowska
- Jadwiga Andrzejewska – Franka
- Tamara Wiszniewska – Amelka Raczyńska
- Anna Jaraczówna – Kwiryna
- Stanisława Wysocka – Mossakowska
- Mieczysława Ćwiklińska – Raczyńska
- Hanna Brzezińska – Mańka
- Janina Janecka – Prymasiakowa
- Helena Buczyńska – matka Franki, praczka
- Kazimierz Junosza-Stępowski – Mossakowski
- Tadeusz Białoszczyński – Różycki
- Stefan Hnydziński – Michałowski
- Andrzej Szalawski – Ignaś
- Józef Karbowski – profesor Jan Zalewski
- Władysław Grabowski – aptekarz Filip
- Antoni Różycki – publicysta Szubow
- Kazimierz Korwin-Pawłowski(inne języki) – Roman
- Włodzimierz Łoziński – Mietek
- Hanna Karwowska – Alisia (nie występuje w napisach)
- Jadwiga Bukojemska – Hanna, żona profesora Zalewskiego (nie występuje w napisach)
- Saturnin Butkiewicz – członek inspekcji w biurze (nie występuje w napisach)
- Roman Dereń – współbiesiadnik w restauracji (nie występuje w napisach)
- Helena Gruszecka – kucharka u Zalewskich (nie występuje w napisach)
- Józef Redo – gość w restauracji (nie występuje w napisach)
- Helena Zarembina – sąsiadka Mossakowskich (nie występuje w napisach)

## Produkcja

### Tło historyczne
W drugiej połowie lat 30. XX wieku w kinematografii polskiej dało się zauważyć zwiększenie liczby adaptacji powieści z nurtu realizmu psychologicznego i obyczajowego. Filmowcy z aspiracjami artystycznymi (zwłaszcza Józef Lejtes i środowisko młodych awangardystów) mierzyli się z opisem ówczesnych polskich problemów społecznych, moralnością i psychologią społeczeństwa. Wpływ na to miał ogólnoświatowy trend zwracający się ku obserwacji codzienności, życiu uboższych warstw ludności i konfliktom wewnątrzspołecznym. Materiał tematyczny dla scenarzystów stanowiła twórczość grupy literackiej „Przedmieście” i innych pisarzy, jak również cykle reportaży publikowane w prasie. Dodatkowym czynnikiem sprzyjającym temu zjawisku była postawa władz państwowych, sprzyjająca łączeniu kinematografii z bieżącymi problemami życia społecznego kraju, szczególnie że wspomniana literatura pomijała ustrojowe źródła biedy i zła. Mimo podejmowania artystycznych wyzwań, nie zapomniano o upodobaniach publiczności. Najczęściej adaptowano powieści poczytnych autorów, z wyraźnie zaznaczonymi konfliktami obyczajowymi połączonymi z wątkami melodramatycznymi.

### Scenariusz i przygotowania
W lutym 1937 „Wiadomości Filmowe” podały informację, że wytwórnia Parlofilm przystąpiła do adaptacji filmowej powieści Dziewczęta z Nowolipek autorstwa Poli Gojawiczyńskiej. Honorarium pisarki za prawa autorskie i scenariuszowe wyniosło 5 tysięcy złotych. Reżyserem filmu został Józef Lejtes, który we współpracy ze Stanisławem Urbanowiczem napisał także scenariusz. Gojawiczyńska, której Dziewczęta z Nowolipek były pierwszą powieścią przeniesioną na wielki ekran, zastrzegła sobie prawo do kontrolowania prac nad skryptem, dlatego odrzuciła pierwotną wersję tekstu, gdzie „losy dziewcząt zostały (...) zmienione, strywializowane, podkreślono tendencyjność”. Dopiero poprawiony scenariusz zyskał jej aprobatę. Operatorami produkcji zostali Seweryn Steinwurzel i Stanisław Lipiński (zdjęcia plenerowe), za muzykę odpowiedzialni byli Marian Neuteich i Roman Palester, natomiast scenografię przygotowali Jacek Rotmil i Stefan Norris. 
W kolejnych tygodniach ujawniano nazwiska aktorów zaangażowanych w produkcji. Cztery główne postaci kobiece miały zagrać Elżbieta Barszczewska, Jadwiga Andrzejewska, Tamara Wiszniewska i Anna Jaraczówna. W drugoplanowych rolach obsadzeni zostali, m.in.: Stanisława Wysocka, Mieczysława Ćwiklińska, Kazimierz Junosza-Stępowski, Janina Janecka i Włodzimierz Łoziński. Józef Lejtes miał zwyczaj angażować aktorów o mniejszym doświadczeniu w pracy przed kamerą filmową. W przypadku Dziewcząt z Nowolipek byli nimi między innymi Andrzej Szalawski i Hanna Karwowska. Wytwórnia Parlofilm uzgodniła także współpracę z Michałem Ślaskim, lecz po jakimś czasie zrezygnowała z tego angażu. Aktor wytoczył firmie proces. Sąd przyznał mu rację i nakazał władzom wytwórni wypłacenie odszkodowania. 
Zdjęcia realizowano między innymi w warszawskim atelier Falanga przy ulicy Chopina i przy gmachu Dyrekcji Kolei Państwowych na Pradze.

### Realizacja
Józef Lejtes, mając do dyspozycji powieść zawierającą przemyślaną analizę pod względem obyczajowym i psychologicznym oraz opis fragmentu rzeczywistości, mógł skorzystać z dorobku, cenionych przez siebie, radzieckich reżyserów pierwszej połowy lat 30., przykładowo Borisa Barneta (Romans Mańki Grieszynej, 1933). Twórców tych cechowało zrównoważenie proporcji obrazu i dźwięku, kreatywne posługiwanie się zasadami kompozycji powieściowej i pieczołowite przygotowanie drugiego i trzeciego planu. W swoich filmach zajmowali się codziennością, która była pozornie nieciekawa, ale przy bliższym spojrzeniu okazywała się pełna konfliktów.
Aby przetworzyć wielowątkową powieść w dzieło filmowe, reżyser postanowił skoncentrować opowieść na czterech bohaterkach, odrzucając wątki Janki i Cechny, ponadto minimalizując znaczenie Mietka i Alisi. Skupił się na zbudowaniu ich portretów psychologicznych, zestawił ich marzenia z późniejszymi rozczarowaniami życiowymi. W ten sposób z szacunkiem podszedł do wizji Gojawiczyńskiej. Najwięcej uwagi poświęcił Bronce, w dalszej kolejności France, Amelce, na końcu zaś Kwirynie. W odróżnieniu od utworu literackiego Franka nie została zabita przez Alisię, lecz umarła śmiercią samobójczą. Staranna kompozycja charakteryzowała się regularnymi powrotami do losów poszczególnych dziewcząt. Jak zauważył Zygmunt Machwitz: „podwórko – kamienica jest miejscem spotkań spajającym poszczególne wątki, ale też symbolem zamkniętego, ograniczonego świata bohaterek. Podobnie brama kamienicy, okna, drzwi – otwierane i zamykane – pełnią zarówno funkcję dramaturgiczną, jak i przynoszą przejrzyste przenośnie rodzących się i ginących nadziei i oczekiwań”. 

## Odbiór

### Premiera kinowa i recenzje
Premiera Dziewcząt z Nowolipek odbyła się 26 października 1937 w warszawskim kinie „Stylowy”. Film był wyświetlany na ekranie tego kina przez niemal 10 tygodni. Autorka powieści pochwaliła rezultat adaptacji, mówiąc że „film oddaje wiernie nastrój powieści, a to przecież najważniejsze”. Podczas XVIII Targów Wschodnich produkcja otrzymał oficjalną nagrodę prezydenta miasta Lwowa.
Dziewczęta z Nowolipek spotkały się głównie z pozytywnymi recenzjami. Stefania Zahorska, recenzentka „Wiadomości Literackich”, w pierwszych słowach swojego sprawozdania napisała: „Rzecz po prostu nie do wiary: coś się w polskim filmie przełamało, odwrócił się jakiś zły los, powstał film, który jest dobry i to nie tylko w polskiej skali. Został przerwany szablon, utarta droga bezmyślności, taniego romantyzmu i płytkiej sensacji”. Chwaliła inteligentnie skonstruowany scenariusz i pracę reżyserską Lejtesa, który, jej zdaniem, w doskonały sposób wykorzystał filmowe środki wyrazu do zobrazowania życia biedniejszych warstw mieszczaństwa. Zwartość i syntetyczność akcji, dopełnionej zastosowaniem metafor i niedopowiedzeń, sprawiły, że „pod tym względem film przerósł powieść”. Zbigniew Pitera podkreślił, że zachowany przez Lejtesa folklor i nastrój środowiska uczynił jego dzieło pierwszym w dziejach filmu polskiego sukcesem stylistycznym reżysera. W podobnym tonie wypowiedziała się w „Bluszczu” Stefania Heymanowa. Uznała ona „Dziewczęta z Nowolipek (...) za dobry film, nawet jeżeli się go rozpatruje w oderwaniu od powieści, choć niewątpliwie wyborowi tematu przede wszystkim mamy do zawdzięczenia poziom tego filmu, o tyle przerastający normalną naszą produkcję”. Zasługą Lejtesa było stworzenie atmosfery i realizmu drobnomieszczańskiego życia i skuteczna praca z aktorami i statystami. W rozbudowanej analizie filmowej, umieszczonej w „Pionie”, Krystyna Kuliczkowska wpisała dzieło Lejtesa w ówczesny dyskurs na temat współpracy filmu i literatury. Dziennikarka stwierdziła, że produkcja ta była pierwszym polskim filmem na wysokim poziomie artystycznym. Istotnymi elementami tego sukcesu stały się: umiejętne spięcie kilku wątków, zastosowanie symboliki i metafor oraz momentów muzycznych i dźwiękowych w podbudowaniu „poezji i liryzmu” filmu. W ten sposób Dziewczęta z Nowolipek stały się pozytywnym przykładem współistnienia z literaturą w porównaniu z większością innych dzieł, „z których w dalszym ciągu wyciąga się bezsensownie ekstrakty sensacyjnej fabuły, by zlepić z niej karykaturę powieści i zły film”. Pełna pochwał recenzja ukazała się również w „Kinie”.
Pozytywne opinie, choć krytyczne wobec niektórych elementów filmu, zostały także zamieszczone w „Prawdzie o filmie”, „Ilustrowanej Republice”, „Świecie”, „Chwili” i „Prosto z mostu”. Odmienne zdanie miał sprawozdawca „Robotnika”, kryjący się pod pseudonimem IKA, który napisał: „Niestety film ten przyniósł wielkie rozczarowanie tym, co z zainteresowaniem śledzili powieść Gojawiczyńskiej. Odbiega zbyt daleko od powieści, a scenariusz jego zmontowano tak, że widz nie znający powieści, też niewiele rozumie. Obraz jest zdecydowanie słaby. Momenty są dobre, a nawet jest wiele bardzo dobrych, ale całość zawiodła. Nie ma w filmie tego, co w książce: społecznej myśli przewodniej, nie ma jasno narysowanego tła środowiska dziewcząt z Nowolipek, nie ma wyrazistości postaci, które zbanalizowano do maximum. Robota filmu jest nieporządna, np. balowe organdynowe toalety dziewcząt, jadących wozem na wycieczkę, suknie mody z r. 1937 w r. 1914, przemarsz Legionów na tle gmachu Dyrekcji Kolejowej na Pradze itd. Są to rzeczy drobne, ale rzucające się w oczy jako dowód braku staranności wykonania”.

### Po latach
W Historia kina polskiego. Twórcy, filmy, konteksty Tadeusz Lubelski stwierdził, iż zarówno Dziewczęta z Nowolipek, jak i Granica (1938) „były już utworami znaczącymi w kulturze swojego czasu. Nie tylko pośrednio – przez odpowiedź na potrzeby widowni, ale i bezpośrednio – przez wartość własnego ekranowego kształtu, zawierały cząstkę prawdy o klimacie moralnym kraju”. Za sprawą konstrukcji, film o historii czterech dziewcząt przeniósł się na wyższy, metaforyczny poziom, co uczyniło opowieść aktualną, a dzięki pracy operatorów całość „nie sprawiała wrażenia sztucznie zainscenizowanej, ale wziętej z rzeczywistości”.
W artykule zamieszczonym w „Filmie”, Czesław Dondziłło zauważył, że sukces Dziewcząt z Nowolipek miał dwie przyczyny. Po pierwsze, film był odmienny od większości polskiej produkcji filmowej ze względu na metodyczne stosowanie ramy konstrukcyjnej – zestawiania „luksusu i szczęścia z bezwyjściowością egzystencji poczętej w nędzy i biedzie, dzięki uogólnieniu, które z owej konfrontacji wynika (...)”. Po drugie, reżyser znalazł złoty środek pomiędzy gustem przeciętnego widza a ogólną wymową literackiego pierwowzoru. Udało mu się zbudować wiarygodny psychologiczny portret czterech dziewcząt, jednocześnie zachował idee społeczne „wyraźnie wskazujące korzenie losowych powikłań bohaterek. W ten sposób uciekł od melodramatycznego banału, ale i nie popadł w łopatologiczny schemat. Tej umiejętności mogłoby mu pozazdrościć wielu współczesnych twórców”.
Zdaniem Jerzego Toeplitza Józef Lejtes po sfilmowaniu Dziewcząt z Nowolipek znalazł się w gronie czołowych realizatorów lat 30. XX wieku.

### Prasa
- Dziewczęta z Nowolipek, „Wiadomości Filmowe”, 1937, nr 4 (15 II), Warszawa: I. Rotsztadt-Miastecki.
- Stefania Beylin, „Dziewczętach z Nowolipek” chcemy znów zobaczyć na ekranie. Rozmowa z jubilatką Polą Gojawiczyńską, „Film”, 1956, nr 32, Warszawa.
- Aleksander Piskor, Krajowe i zagraniczne, „Prosto z mostu”, 1937, nr 53 (21 XI), Warszawa: Stanisław Piasecki.
- Na ekranach polskich, „Kino”, 1937, nr 45 (7 XI), Warszawa: Prasa Polska S.A..
- Na warszawskich ekranach, „Robotnik”, 1937, nr 351 (25 XI), Warszawa: Naczelna Rada Polskiej Partji Socjalistycznej.
- Nowe twarze w polskim filmie, „Wiadomości Filmowe”, 1937, nr 9 (1 V), Warszawa: I. Rotsztadt-Miastecki.
- Krystyna Kuliczkowska, Od powieści do filmu, „Pion”, 1938, nr 4 (30 I), Warszawa: Towarzystwo Kultury i Oświaty Juljan Zielski.
- Zbigniew Pitera, Twórcy stylu sztuki filmowej, „Srebrny Ekran”, 1937, nr 12, Warszawa: Janusz Markowicz.
- Wygrał odszkodowanie za rolę, której nie grał, „Kurjer Poznański”, 1937, nr 545 (28 XI), Poznań: Drukarnia Polska.
- Z srebrnego ekranu, „Chwila”, 1937, nr 6715 (30 XI), Lwów: Spółki Wydawniczej "Chwila".
- Zdjęcia w pełnym toku!, „Wiadomości Filmowe”, 1937, nr 9 (1 V), Warszawa: I. Rotsztadt-Miastecki.
- Zza kulis produkcji filmu „Dziewczęta z Nowolipek”, „Wiadomości Filmowe”, 1937, nr 10 (15 V), Warszawa: I. Rotsztadt-Miastecki.

### Opracowania
- Leszek Armatys, Barbara Armatys, Wiesław Stradomski, Historia filmu polskiego, t. 2, Warszawa: Wydawnictwa Artystyczne i Filmowe, 1988, ISBN 83-221-0368-9.
- Leszek Armatys, Wiesław Stradomski, Od „Niewolnicy zmysłów” do „Czarnych diamentów”. Szkice o polskich filmach z lat 1914–1939, Warszawa: Centralny Ośrodek Metodyki Upowszechniania Kultury, 1988, ISBN 83-7010-049-X.
- Tadeusz Lubelski, Historia kina polskiego: twórcy, filmy, konteksty, Katowice: Videograf II, 2009, ISBN 978-83-7183-711-1.
- Edward Zajiček, Poza ekranem. Kinematografia polska 1896–2005, Warszawa: Stowarzyszenie Filmowców Polskich, 2009, ISBN 83-923919-4-2.
- Jerzy Toeplitz, Historia sztuki filmowej, t. IV, Warszawa: Wydawnictwa Artystyczne i Filmowe, 1969.